# Голицын, Александр Александрович
Алекса́ндр Алекса́ндрович Голи́цын (англ. Alexander Golitzen; 28 февраля 1908, Москва — 26 июля 2005[…], Сан-Диего, Калифорния[…]) — американский арт-директор из русского дворянского рода Голицыных. За время работы в Голливуде участвовал в создании 329 фильмов. Трёхкратный лауреат премии «Оскар» за лучшую работу художника-постановщика (в 1943, 1960 и 1962 годах).

## Биография
Родился в семье хирурга князя Александра Владимировича Голицына (1876—1951) и Любови Владимировны (урожд. Глебовой; 1882—1948), дочери В. П. Глебова. Дед по отцовской линии — Владимир Михайлович Голицын в 1887—1891 гг. был московским губернатором. Сестра Наталья вышла замуж за Василия Александровича Романова, племянника последнего императора. Их двоюродный брат Пётр Глебов — народный артист СССР.
После Октябрьской революции вместе со своими родителями эмигрировал через Сибирь в Харбин. В 16 лет переехал в США, где в Сиэтле завершил среднее образование. Затем он учился в Вашингтонском университете, который окончил со степенью в области архитектуры.
Начал карьеру художника-постановщика в Лос-Анджелесе, в качестве помощника Александра Толубова, арт-директором «MGM». В 1939 году приступил к совместной работе с Уолтером Вангером, вместе они участвовали в постановках многих фильмов. Начиная с 1942 года, и в течение последующих 30 лет, Голицын являлся арт-директором подразделения, а позже арт-директором супервайзером в «Universal Studios», курировал производство десятков кинокартин.
Александр Голицын впервые был номинирован на премию «Оскар» за работу в фильме «Иностранный корреспондент» в 1940 году. Позднее был удостоен трёх «Оскаров»: за фильм «Призрак оперы» в 1943 году, в 1960 году — за «Спартак» и в 1962 году — за «Убить пересмешника».
Номинировался на премию «Оскар» за работу над фильмами: «Sundown» (англ., 1941), «Арабские ночи» (1942), «The Climax» (англ., 1944), «Flower Drum Song» (англ., 1961), «Этот мех норки» англ., 1962), «Гамбит» (1966), «Thoroughly Modern Millie» (англ., 1967), «Милая Чарити» (1969), «Аэропорт» (1970), и «Землетрясение» (1974). Состоял членом Совета директоров Академии в течение нескольких лет.
За время работы в Голливуде участвовал в создании 329 фильмов.
Смоделировал кондитерскую фабрику «Cosmopolitan Confectionery» на Порт-Айленд для своего друга Валентина Морозова
В течение 72 лет Александр был женат на Фрэнсис (урождённой Петерс), пережившей его. У них была дочь Синтия, сын Пётр, пять внуков и правнучка.